# Mesura del contingut d'humitat (TDR)

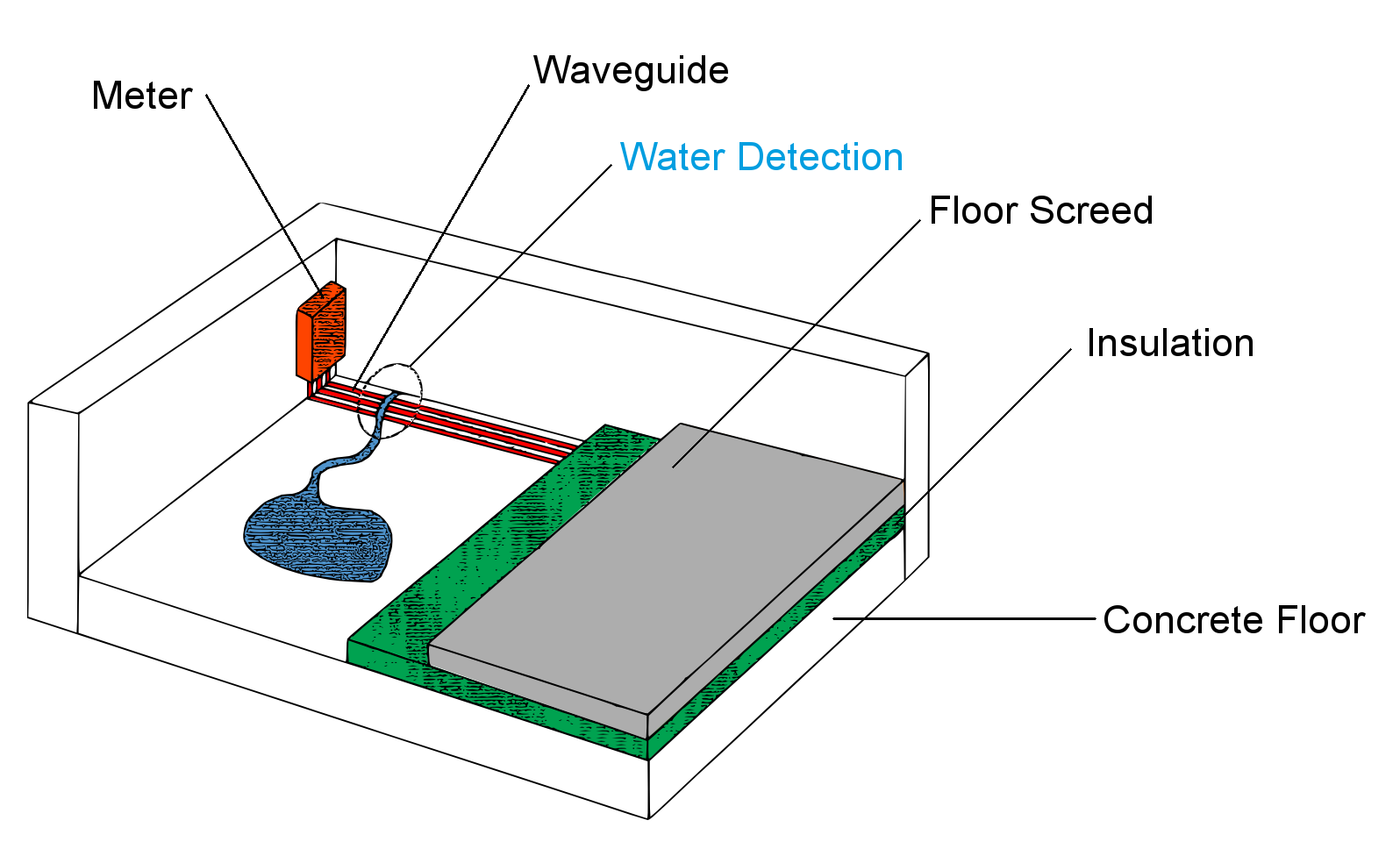
Detecció d'humitat als edificis mitjançant l'anàlisi del perfil

Per al Mesurament del contingut d'humitat s'utilitza la reflectometria de domini de temps amb sensors introduïts dins del sòl a assajar. L'anàlisi d'ones estàndard es pot utilitzar de forma manual (instruments manuals) o automàticament per al control del contingut d'humitat en diversos àmbits, com: hidrologia, agricultura i construcció.
El mesurament de la humitat del sòl en general implica la inserció d'un sensor en el sòl a assajar i després aplicar ja sigui una Anàlisi estàndard de forma d'ona (Standard Waveform Analysis) per determinar el contingut mitjà d'humitat al llarg del sensor o bé una Anàlisi del perfil (Profile Analysis) que proporciona el contingut d'humitat en punts discrets al llarg del sensor. Un mesurament espacial pot aconseguir-se mitjançant la instal·lació apropiada de diversos sensors.

## Principi

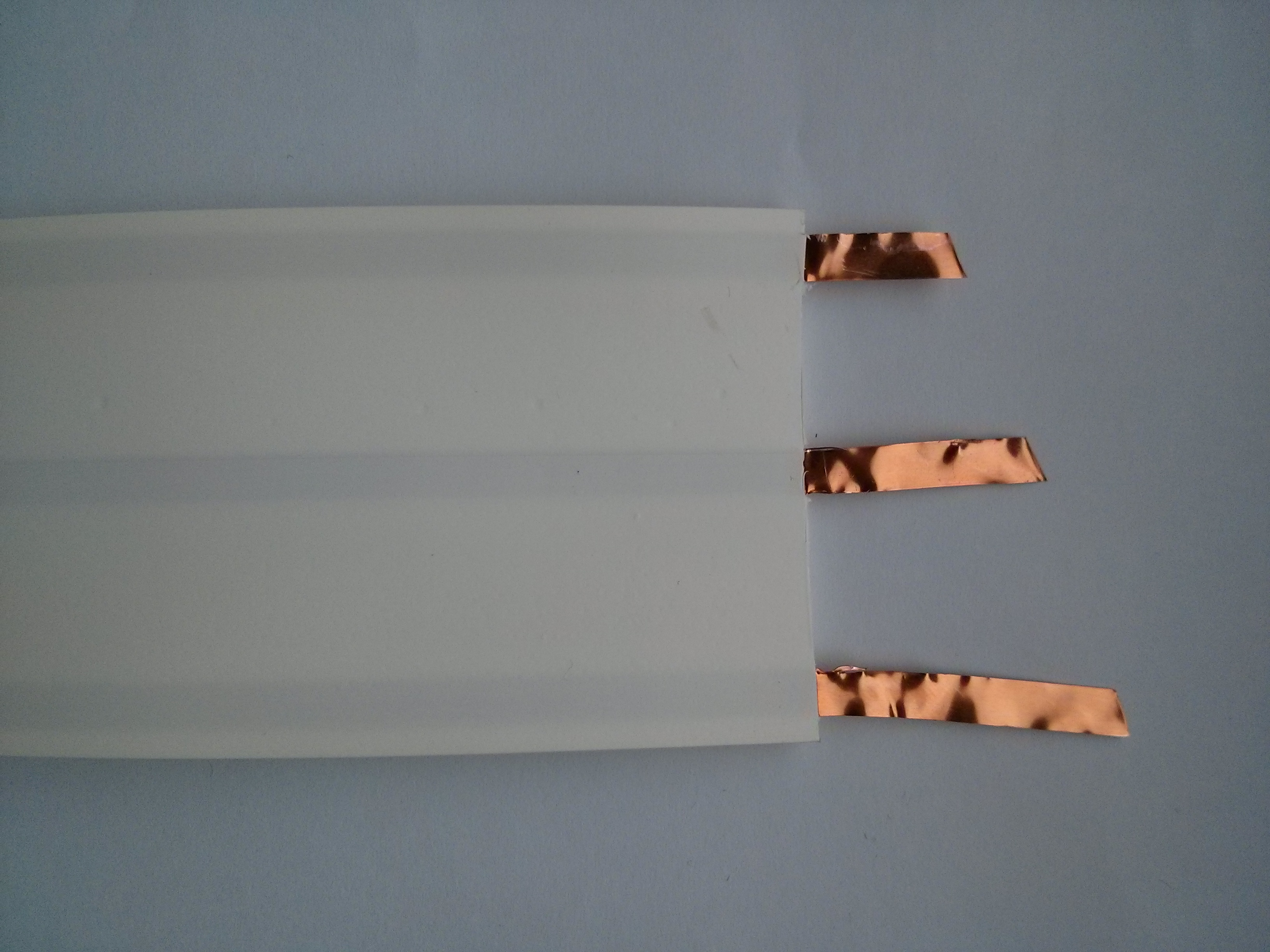
Una guia d'ones TDR amb cables exposats

El seu nom ve de l'anglès Time Domain Reflectometry i es basa en la mesura del retard (ressò) d'un senyal elèctric enviat a través d'un material amb aigua. La tècnica es basa en el principi mitjançant el qual una ona emesa patirà una reflexió cada vegada que es trobi davant un canvi de mitjà, i és el mateix principi mitjançant el qual funcionen els reflectòmetres de domini de temps.
La precisió de les tècniques TDR depèn del tipus de sòl, encara que són perfectament vàlides en l'agricultura, són de més difícil aplicació en els deserts o en zones d'escassa precipitació o gran salinitat. Per a aquests casos s'empra la sonda de neutrons, més exacta però que necessita especialistes en el maneig de material radioactiu. Nombroses aplicacions empren tècniques TDR per a monitorar la humitat, no només en sòls sinó també en murs de formigó, collites, etc.